# أحمد عبد العزيز (ضابط)
أحمد عبد العزيز (1907 - 1948) قائد عسكري مصري له إنجازات وإسهامات كبيرة خلال حرب 1948.

## نشأته
ولد أحمد عبد العزيز في 29 يوليو 1907م بمدينة الخرطوم حيث كان والده الأميرالاي (العميد) محمد عبد العزيز[ ؟ ] قائد الكتيبة الثامنة بالجيش المصري في السودان، وقد كان والده وطنيا مخلصا فقد وقف مع الشعب أثناء مظاهرات 1919 وسمح لجنوده بالخروج من ثكناتهم للمشاركة في المظاهرات مع الشعب مما أدى إلى فصله من الجيش بعد غضب الإنجليز عليه.
على خطى والده نشأ أحمد عبد العزيز فقد اشترك في مظاهرات 1919 وهو في الثانية عشر من عمره وكان وقتها في المدرسة الثانوية، وفي العام 1923 دخل السجن بتهمة قتل ضابط إنجليزي ثم أفرج عنه وتم إبعاده إلى المنصورة[ ؟ ].

## صفاته
وقد عُرف «أحمد عبد العزيز» بين زملائه وتلاميذه بالإيمان العميق، والأخلاق الكريمة، والوطنية الصادقة، وحب الجهاد، والشغف بالقراءة والبحث، وزادته الفروسية نبل الفرسان وترفعهم عن الصغائر والتطلع إلى معالي الأمور.
كما ذكر في مذكراته إطراء حيدر باشا عليه كفارس وتنبأه له بمستقبل عظيم بعد فوزه بجائزة الموضوعات العسكرية.

## حياته العسكرية
التحق أحمد عبد العزيز بالكلية الحربية بعد تخرجه من المدرسة الثانوية وقد تخرج منها عام 1928م التحق بعدها بسلاح الفرسان ثم قام بتدريس التاريخ الحربي في الكلية الحربية[ ؟ ]. وقد تخرج من كلية أركان الحرب.

## بداية عمله العسكري في فلسطين

### قبل دخول القوات النظامية
بعد قرار تقسيم فلسطين وانتهاء الانتداب البريطاني[ ؟ ] في 14 مايو 1948م وبعد ارتكاب العصابات الصهيونية لمذابح بحق الفلسطينيين العزل ثار غضب العالم العربي والإسلامي وانتشرت الدعاوى للجهاد في كل أرجاء الوطن العربي. حينما صدر قرار تقسيم فلسطين عام 1947م.

#### تجميع كتائب المجاهدين المتطوعين
كان البطل أحمد عبد العزيز هو أول ضابط مصري يطلب بنفسه إحالته للاستيداع، هكذا تخلى عن رتبته وامتيازاته من أجل الجهاد في سبيل الله على أرض فلسطين; ليشكل كتائب المجاهدين المتطوعين الفدائيين لإنقاذ فلسطين من أيدي اليهود. ويصبح قائدا لما يعرف بالقوات الخفيفة في حرب فلسطين.
وقام بتنظيم المتطوعين وتدريبهم وإعدادهم للقتال في معسكر الهايكستب، وقد وجهت له الدولة إنذار يخيره بين الاستمرار في الجيش أو مواصلة العمل التطوعي فما كان منه إلا أن طلب بنفسه إحالته إلى الاستيداع وكان برتبة القائمقام (عقيد).
وكان له رأي مغاير حيال دخول الجيش المصري الحرب على أساس أن قتال اليهود يجب أن تقوم به كتائب الفدائيين والمتطوعين. لأن دخول الجيوش النظامية يعطى اليهود فرصة كبرى في إعلان أنفسهم كدولة ذات قوة تدفع بالجيوش العربية إلى مواجهتها وهو ما حدث بعد ذلك. إلا أن معارضته لم تمنعه من القتال بجدارة مع الجيوش النظامية.

#### عملية إدخال المجاهدين لفلسطين
بعد أن جمع ما أمكنه الحصول عليه من الأسلحة والذخيرة من قيادة الجيش وبعض المتطوعين وبعض الأسلحة من مخلفات الحرب العالمية الثانية بعد محاولة إصلاحها اتجه إلى فلسطين برفقة قواته وقوات المجاهدين المغاربة بقيادة البطل أحمد زكريا الوردياني الذي انطوى وقواته تحت قيادة البطل أحمد عبد العزيز حيث وصلوا إلى مدينة العريش يوم 3/5/1948. وكان في استقبالهم وحسب التنسيق المسبق المجاهد عبد الرحمن الفرا رئيس بلدية خان يونس وعضو الهيئة العربية العليا لفلسطين، وبرفقته كل من الشيخ محمد عواد رئيس بلدية الفالوجة والسيد مصطفى العبادلة مختار عائلته. وهناك تم عمل اجتماع وبحضور ضابط المخابرات المصرية عبد المنعم النجار والسيد عبد الهادي شعبان مندوبا عن حركة الاخوان المسلمين والضابط كمال الدين حسين بالإضافة إلى اليوزباشي عبد العزيز حماد الذي أصبح فيما بعد مديرا لمكتب رئيس الجمهورية اللواء محمد نجيب. وفي هذا الاجتماع حاول القائد أن يدخل جنوده فلسطين، فرأى الطريق العام لدخولها مُقفلا؛ إذ كانت تسيطر عليه الجيش الإنجليزي، فلم يُوهِنْ ذلك من عزيمته، وسلك طريقا آخر صعبا ووعرا. وتم الاتفاق على خطة لإدخال قوات المجاهدين إلى فلسطين عبر خط السكك الحديدية خوفا من ان تكون الطرق الاسفلتية ملغومة بالإضافة لوجود القوات البريطانية على الطريق الاسفلتي عند رفح على حدود فلسطين مع مصر.
عاد عبد الرحمن الفرا ومرافقيه إلى خان يونس في قطاع غزة حيث قام بتشكيل لجنة من وجهاء المدينة وكبار عائلاتها وكذلك دعوة مندوبين من أعضاء الهيئة العربية العليا وجيش الإنقاذ الفلسطيني لاصطحاب فرق المجاهدين وتوزيعهم حسب الخطط التي تم وضعها. وكانت خطة ادخال هذه القوات تحتاج إلى جمع أكبر عدد من الدواب في منطقة خان يونس لتقوم بسحب معدات المجاهدين من مكان تجمعهم في رفح سيناء إلى خط السكة الحديد الذي يقع غرب الطريق الاسفلتي بمسافة لا تقل عن كيلو متر واحد. على أن يتم وضع عجلات هذه المركبات بين قضبان السكة الحديد فوق الفلنكات ويتم سحبها ليلا إلى خان يونس دون الحاجة إلى تشغيل موتوراتها أو أنوارها حتى لا يتم اكتشافها. واستمرت هذه العملية حوالي 7 أيام اختلط فيها الليل بالنهار بإشراف المجاهد عبد الرحمن الفرا وسعيد الفرا ومصلح زعرب وغيرهم وكلما وصلت فرقة منها إلى خان يونس كانت تأخذ مكانها في مدرسة خان يونس للبنين كنقطة ارتكاز (التي تم إطلاق اسم البطل أحمد عبد العزيز عليها فيما بعد). حيث يكون في إستقبالها الدليل الفلسطيني الذي يقوم بدوره بالتوجه بها إلى الأماكن المحددة لها حسب الخطة الموضوعة.

#### المعارك قبل دخول الجيش النظامي
بمجرد انتهاء عملية وصول جميع هذه القوات وبوصول قائدها أحمد عبد العزيز اتخذ قراراً بمهاجمة أول مستعمرة يهودية في طريقه عند دير البلح وهي مستعمرة كفار داروم بهدف تحريرها. ومستعمرة كفار داروم هي مستعمرة لليهود حصينة منيعة، اتُّخذت مركزا للعدوان على الفلسطينيين، ففاجأهم بهجوم خاطف زلزل قلوب اليهود، وألقى الفزع والهلع في نفوسهم، فخرجوا فارين يطلبون النجاة بعد أن ظنوا أن حصونهم مانعتهم من الخطر والتهديد. كانت البداية موفقة زادت المجاهدين ثقة وإيمانا، وتطلعوا إلى عمليات جديدة وضربات موجعة، فتوجهوا إلى مدينة دير البلح، وكان لها أهمية خاصة؛ حيث تتحكم في طرق الاتصال بين غزة وخان يونس، فرسم «أحمد عبد العزيز» خطة للهجوم عليها، فحاصرها حصارا شديدا، وبعث اليهود إليها بمصفحات لإنقاذها وفك حصارها، فلما ترامت هذه الأخبار إلى «أحمد عبد العزيز» استعد لتلك المصفحات وفاجأها بمجموعة فدائية كمنت لها في الطريق، ورمَتْها بقذائف متتابعة نجحت في القضاء عليها، وفي الوقت نفسه كانت القوات الأخرى للفدائيين تضرب مستعمرات اليهود بكل ضراوة وبسالة حتى تمكنوا من دخول المدينة، وتطهيرها من العصابات اليهودية.
ثم أخذ اتجاهه إلى مدينة غزة حيث كان يرافقه من مدينة خان يونس الحاج موسى الصوراني عضو الهيئة العربية العليا إلى مدينة غزة ومنها إلى مدينة بئر السبع ثم الخليل محرراً بذلك كل صحراء النقب. وعند وصوله إلى مدينة الخليل انضم اليه القائد الأردني ""عبد الله التل"" الذي انشق عن الجيش العربي الأردني واضعاً نفسه وقواته تحت إمرة البطل احمد عبد العزيز.
دخل جيش المتطوعين المصري فلسطين عام 1948م ودخلت قوات منه إلى مدن الخليل وبيت لحم وبيت صفافا وبيت جالا في 20 مايو 1948م، وكانت هذه القوات مكونة من عدد من الجنود ونصف كتيبة من الفدائيين بقيادة أحمد عبد العزيز وكان يساعده اليوزباشي كمال الدين حسين واليوزباشي عبد العزيز حماد وكانت هذه القوات مزودة بالأسلحة الخفيفة وعدد من المدافع القوسية ومدافع من عيار رطلين بالإضافة إلى سيارات عادية غير مصفحة.
قبل أن يبدأ البطل الجهاد كان يجهز قواته نفسيا فكان يخطب فيهم قائلا: «أيها المتطوعون، إن حربا هذه أهدافها لهي الحرب المقدسة، وهي الجهاد الصحيح الذي يفتح أمامنا أبواب الجنة، ويضع على هاماتنا أكاليل المجد والشرف، فلنقاتل العدو بعزيمة المجاهدين، ولنخشَ غضب الله وحكم التاريخ إذا نحن قصرنا في أمانة هذا الجهاد العظيم...».
بدأ أحمد عبد العزيز أول ما وصل إلى بيت لحم باستكشاف الخطوط الدفاعية للعدو، وكانت تمتد من تل بيوت ورمات راحيل في الجهة الشرقية الجنوبية للقدس بالقرب من قبة راحيل في مدخل بيت لحم الشمالي حتى مستعمرات بيت هكيرم وشخونات هبوعاليم وبيت فيجان ويفنوف ونشر قواته مقابلها.
وقد أعاد رسم الخرائط العسكرية للمواقع في ضوء الوجود اليهودى مما سهل من مهمة القوات النظامية العربية التي دخلت فيما بعد في حرب 1948. وكان توقيعه الرسمي "" كما هو موجود في سجلات المركز الطبي للاتحاد النسائي العربي في بيت لحم.

### بعد دخول قوات الجيوش النظامية الحرب
عندما بدأت قوات الجيش المصري الرسمية تتقدم إلى فلسطين عرضت على أحمد عبد العزيز العمل تحت قيادتها، فتردد في بادئ الأمر لأن عمله مع المتطوعين كان يمنحه حرية عدم التقيد بالأوضاع والأوامر العسكرية ولكنه قَبِلَ في آخر الأمر أن يتولى مهمة الدفاع عن منطقة بئر السبع ولا يتجاوزها شمالاً؛ وبذلك يتولى عبء حماية ميمنة الجيش المصري والدفاع عن مدخل فلسطين الشرقي.
وجمع أحمد عبد العزيز قواته واخترق بهم صحراء النقب مارًّا بمستعمرة (العمارة) حيث ضربها بمدفعيته في (17 مايو) ودخل بئر السبع وقابله السكان مقابلة رائعة ولم يكد يستقر بها حتى بدأ أولى حركاته بضرب مستعمرة (بيت إيشل) الحصينة ثم شرع في توزيع قوته على هذه المنطقة فأرسل جزءًا بقيادة البكباشي زكريا الورداني ليحتل العوجة والعسلوج العربيتين، وأبقى جزءًا آخر بقيادة اليوزباشي محمد عبده ليتولى الدفاع عن مدينة بئر السبع ومنطقتها[5].
وقد وضع الضابط الأردني عبد الله التل متمردا على أوامر قيادته القوات الأردنية في كل المنطقة تحت تصرف أحمد عبد العزيز دون علم قيادة الجيش الأردني لإيمانه بوطنيته وإخلاصه.

#### معركة مستعمرة رمات راحيل
كانت مستعمرة رمات راحيل تشكل خطورة نظراً لموقعها الاستراتيجي الهام على طريق قرية صور باهر وطريق القدس - بيت لحم، فقرر أحمد عبد العزيز يوم 24 مايو 1948م بالهجوم على المستعمرة، قاده بمشاركة عدد من الجنود والضباط من قوات الجيش الأردني.
بدأت المدفعية المصرية الهجوم بقصف المستعمرة زحف بعدها المشاة يتقدمهم حاملو الألغام الذين دمروا أغلب الأهداف المحددة لهم، ولم يجد اليهود إلا منزلا واحدا احتمى فيه مستوطنو المستعمرة، وحين انتشر خبر انتصار أحمد عبد العزيز بدأ السكان يفدون إلى منطقة القتال لجني الغنائم، والتفت العدو للمقاتلين، وذهبت جهود أحمد عبد العزيز في إقناع الجنود بمواصلة المعركة واحتلال المستعمرة سدى ووجد نفسه في الميدان وحيداً إلا من بعض مساعديه مما أدى إلى تغير نتيجة المعركة بعدما وصلت تعزيزات لمستعمرة رمات راحيل قامت بعده العصابات الصهيونية بشن هجوم في الليل على أحمد عبد العزيز ومساعديه الذين بقوا، وكان النصر فيه حليف الصهاينة، والمؤرخون يقارنوا بين هذا الموقف وموقف الرسول صلى الله عليه وسلم حين سارع الرماة إلى الغنائم وخالفوا أوامره في غزوة أحد وتحول النصر إلى الهزيمة.

## قبول الهدنة

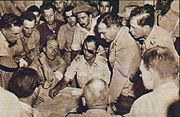
القائد المصري أحمد عبد العزيز يفاوض القائد موشي ديان واقفا لرفضه الجلوس معه إلى طاولة واحدة

في الوقت الذي استطاعت قوات الفدائيين بقيادة البطل أحمد عبد العزيز من تكبيد العصابات الصهيونية خسائر فادحة فقطعت الكثير من خطوط اتصالاتهم وإمداداتهم، وساهمت في الحفاظ على مساحات واسعة من أرض فلسطين قبلت الحكومات العربية الهدنة العربية اليهودية 1948 ووقف إطلاق النار لمدة أربعة أسابيع تبدأ من (13 شعبان 1367هـ 11 من يونيو 1948م) مما أعطى للصهاينة الفرصة لجمع الذخيرة والأموال وإعادة تنظيم صفوفهم.
قاموا باحتلال قرية العسلوج لقطع مواصلات الجيش المصري في الجهة الشرقية وكانت قرية العسلوج مستودع الذخيرة الذي يمون المنطقة وفشلت محاولات الجيش المصري لاسترداد القرية فاستعانوا بالبطل أحمد عبد العزيز وقواته التي تمكنت من دخول هذه القرية والاستيلاء عليها. حاول بعدها الصهاينة احتلال مرتفعات جبل المكبر المطل على القدس حيث كان هذا المرتفع أحد حلقات الدفاع التي تتولاها قوات أحمد عبد العزيز المرابطة في قرية صور باهر، ولكن استطاعت قوات أحمد عبد العزيز ردهم وكبدتهم خسائر كثيرة.
كان البطل فخوراً بجنوده وبما أحرزوه من انتصارات رائعة مما جعله يملي إرادته على الصهاينة، ويضطرهم إلى التخلي عن منطقة واسعة مهدداً باحتلالها بالقوة، وبعد هذه البطولات التي سطرها جاءت نهاية هذا البطل.

## معارك خاضها
- معركة المستعمرة اليهودية في خان يونس معركة مستعمرة كفار داروم
- معركة دير البلح
- معركة مستعمرة العمارة في صحراء النقب وضربها بمدفعيته في 17 مايو
- الانتشار الدفاعي في مدن الخليل وبيت لحم وبيت صفافا وبيت جالا في 20 مايو 1948م
- إنشاء خط دفاعي مقابل خط الدفاع اليهودي الممتد من تل بيوت ورمات راحيل في الجهة الشرقية الجنوبية للقدس بالقرب من قبة راحيل في مدخل بيت لحم الشمالي حتى مستعمرات بيت هكيرم وشخونات هبوعاليم وبيت فيجان ويفنوف
- معركة مستعمرة رمات راحيل 24 مايو 1948
- معركة قرية العسلوج
- معركة جبل المكبر بالقدس

## مقتله

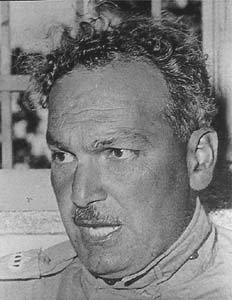
أحمد عبد العزيز

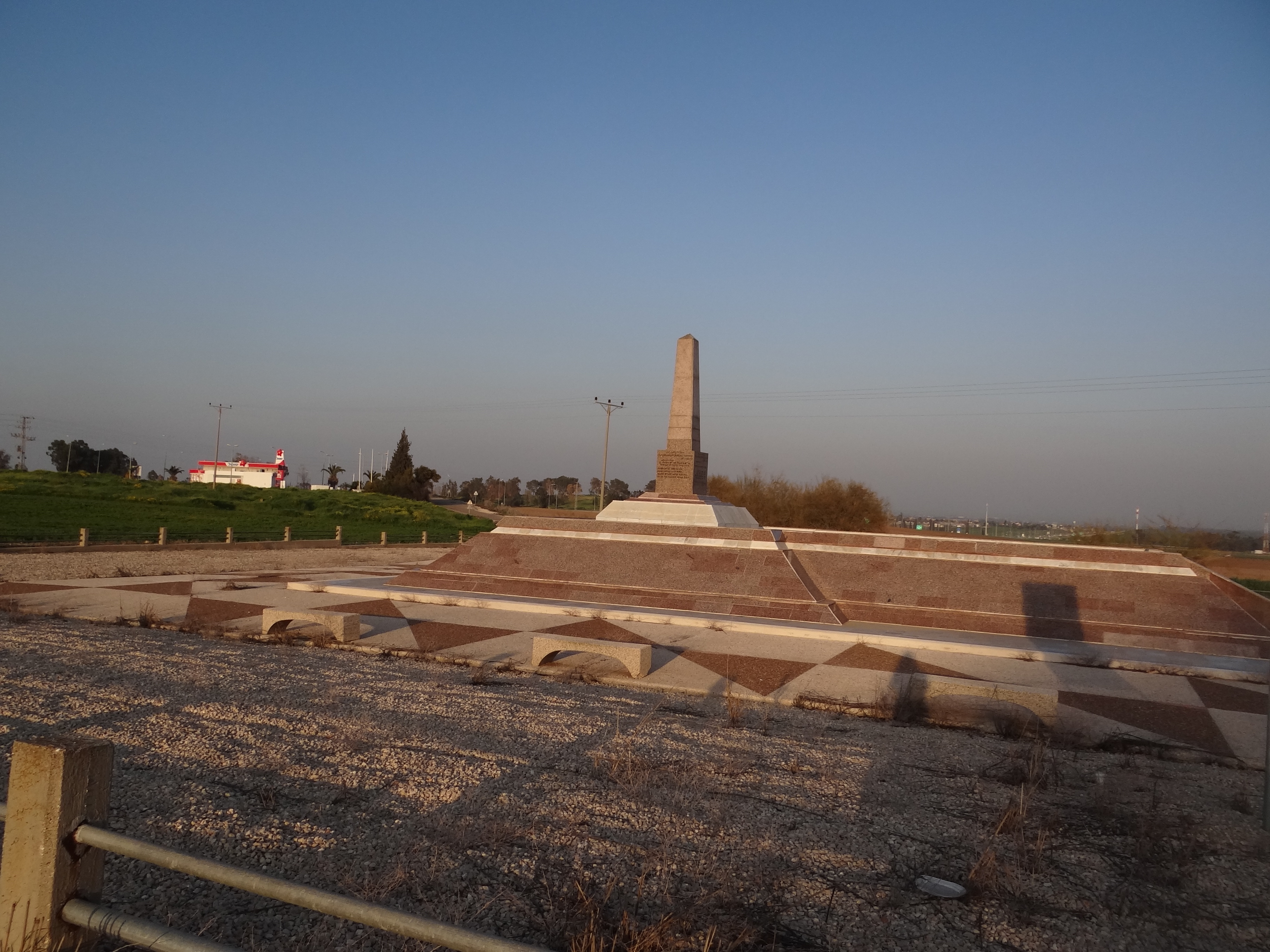
النصب التذكاري للجيش المصري في منطقة أد حالوم في إسرائيل وبه اسم البطل أحمد عبد العزيز مع آخرون

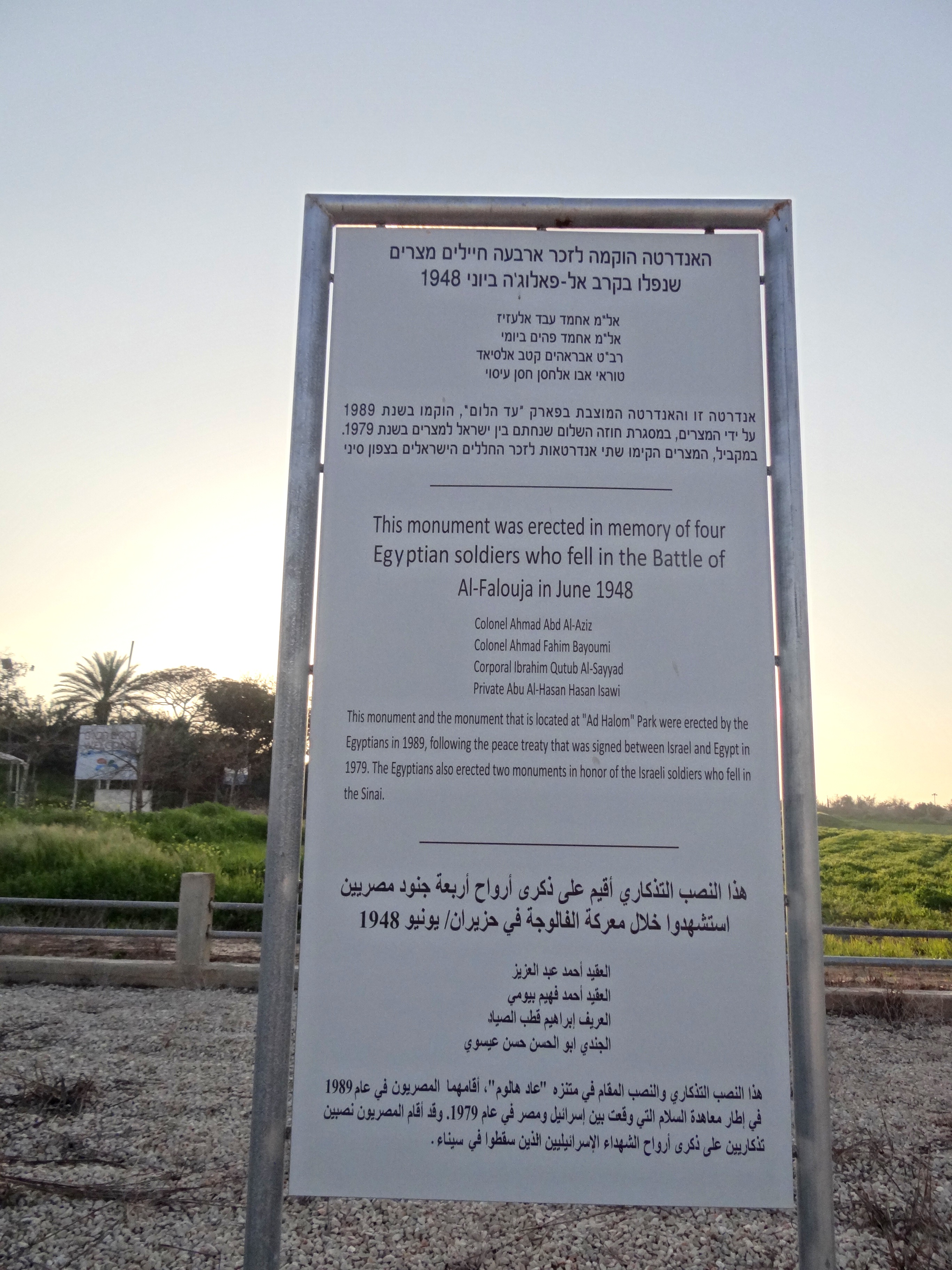
النصب التذكاري المدون فيه أسماء أربعة مصريين منهم البطل أحمد عبد العزيز

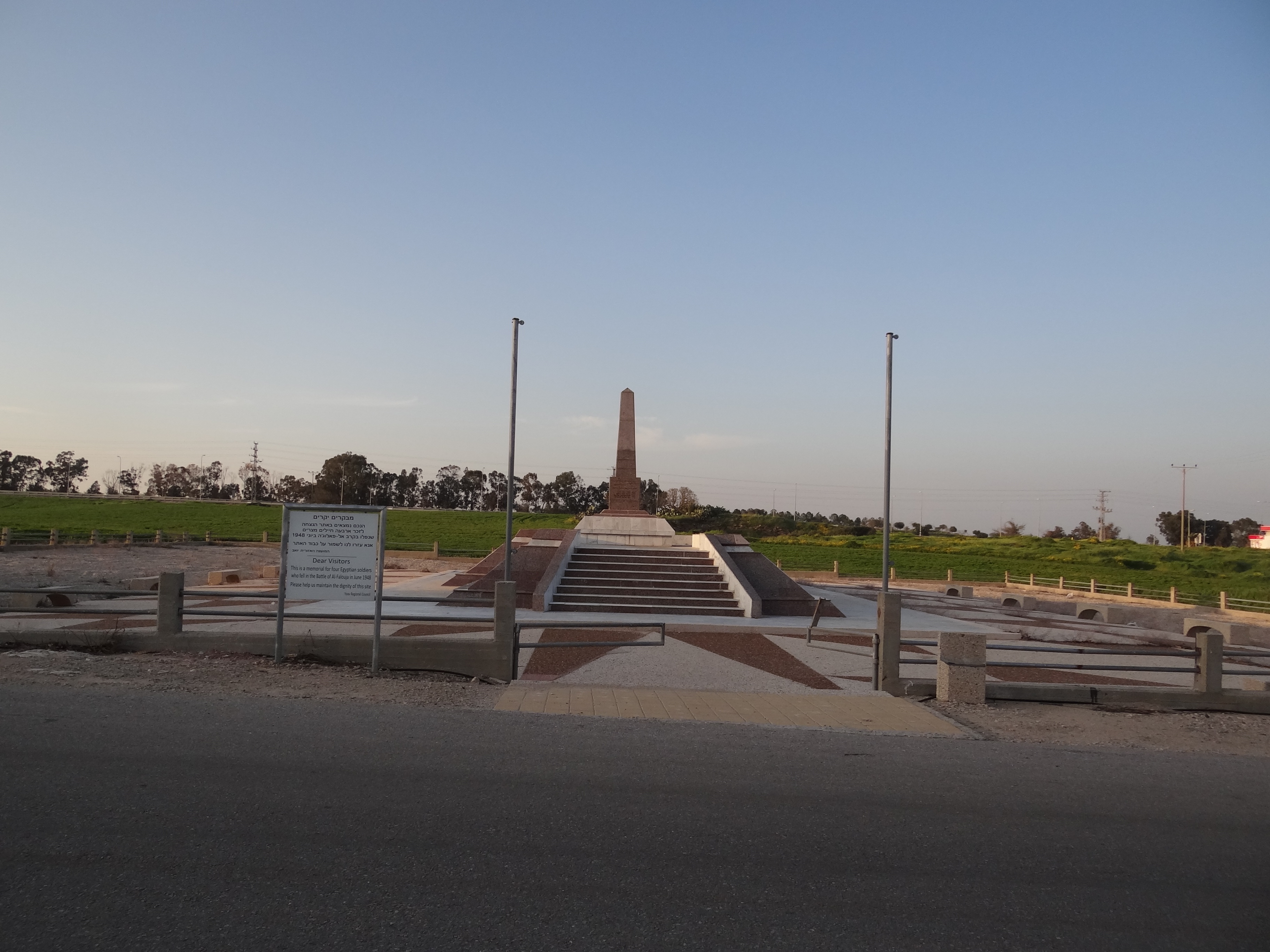
منظر عام لمنطقة النصب التذكاري للجيش المصري في إسرائيل

أحرز البطل أحمد عبد العزيز والمتطوعين معه انتصارًا رائعًا مما جعله يملي إرادته على اليهود ويضطرهم للتخلي عن منطقة واسعة مهددًا باحتلالها بالقوة، وكانت المفاوضات تدور في مقر قيادة الجيش العربي بالقدس ويحضرها الكولونيل (عبد الله التل) القائد العربي في المدينة المقدسة وحين انتهت المفاوضات في ليلة 22 أغسطس أراد (أحمد عبد العزيز) أن يحمل نتائجها إلى القيادة المصرية العامة في (المجدل) واتجه في مساء ذلك اليوم إلى غزة حيث مقر قيادة الجيش المصري لينقل إلى قادته ما دار في الاجتماع. وأصر على أن يذهب في ليلته وكانت المعارك في ذلك الحين تدور بشدة على الطريق المؤدى للمجدل مما جعل ضباطه يلحون عليه في التريث وعدم الذهاب ولكنه قطع هذه المحاولات حين قفز إلى سيارته (الجيب) وهو يردد: {قُلْ لَنْ يُصِيبَنَا إِلاَّ مَا كَتَبَ اللَّهُ لَنَا} [التوبة: 51]. وانطلقت السيارة في طريق المجدل ولم يكن معه إلا اليوزباشي (الورداني)، واليوزباشي صلاح سالم من ضباط رئاسة المواوي وسائق سيارته.
كانت منطقة عراق المنشية مستهدفة من اليهود مما دعا القيادة العامة إلى منع السير على هذا الطريق بالليل. وكانت ترابط بها كتيبة عسكرية لديها أوامر بضرب كل عربة تمر في ظلام الليل. وما أن وصلت السيارة إلى مواقع عراق المنشية واشتبه بها أحد الحراس (العريف بكر الصعيدي) وظنها من سيارات العدو وصاح الحارس يأمر السيارة القادمة بالوقوف ولكن لسوء الحظ ضاع صوت الحارس في ضجيج السيارة فأطلقت نقطة المراقبة النار وتدخل سوء الحظ مرة أخرى حين أصابت أول رصاصة البكباشي (أحمد عبد العزيز) في جنبه، وحمله مرافقوه إلى عيادة طبيب بمدينة (الفالوجا)، ولكن قضاء الله سبقهم إليه فصعدت روحه إلى بارئها.
في 22 أغسطس 1948م دُعي أحمد عبد العزيز لحضور اجتماع في دار القنصلية البريطانية بالقدس لبحث خرق الصهاينة للهدنة، وحاول معه الصهاينة أن يتنازل لهم عن بعض المواقع التي في قبضة الفدائيين، لكنه رفض.

## شهادة هيكل
في كتابه العروش والجيوش الذي عرض فيه محمد حسنين هيكل يوميات حرب عام 1948 م كتب هيكل عن منع وزارة الحربية المصرية لأي صحافي مصري من الدخول في مناطق عمل القوات المصرية، وتصميمها على أن تحصل الصحافة المصرية على ما تحتاجه من معلومات من إدارة الشؤون العامة للقوات المسلحة.
يذكر أنه تمكن ومصور جريدة أخبار اليوم[ ؟ ] من الوصول إلى قوات أحمد عبد العزيز في بيت لحم والخليل مشيا على الأقدام عن طريق القدس، وكيف أن الرقابة العسكرية حذفت كل كلمة وكل صورة، وتم رفع الموضوع إلى وزير الحربية محمد حيدر باشا الذي وافق في النهاية على نشر خمس صور كانت بينها الصورة الشهيرة لأحمد عبد العزيز، وكانت تلك الصورة هي المرة الأولى التي يعرف فيها الناس أو يروا الرجل الذي وصفوه بالبطل.

## قالوا عنه
- في كتابه عن عبد الناصر كتب جان لاكوتير (الأميرالي أحمد عبد العزيز كان يثير إعجاب جمال عبد الناصر، وفد سقط عبد العزيز برصاصة أطلقت من الخطوط المصرية بعد ساعات من اجتماع عقد في خيمة الضابط كمال الدين حسين، وقال خلاله عبد العزيز لصلاح سالم «النضال الحقيقي ليس هنا ميدانه، لا تنس هذ، النضال الحقيقي ميدانه مصر بالذات».
- في مذكرات عبد الله التل «بوفاة البطل أحمد عبد العزيز خسر الجيش المصري، لا بل الجيوش العربية قائدًا من خيرة قوادها».
- ويورد التل نص برقية أرسلت إليه من اليوزباشي كمال الدين حسين، باسم الجنود والضباط المصريين، يشكره فيها على مواساتهم باستشهاد قائدهم، ويوعده بالسير على درب البطل الشهيد، ويعلق التل على ذلك: «وقد برَّ الضباط المصريون بوعدهم وساروا في الطريق الذي رسمه أحمد عبد العزيز، وإذا كانت مؤامرات السياسة في قضية فلسطين قد حالت دون تحقيق أهداف الضباط والجنود الأبرياء، فليس الذنب ذنبهم».

## أثاره
وجدت كلمات خطت بيده أثناء زيارته لمركز طبي أقامه الاتحاد النسائي العربي في بيت لحم وقد عولج فيه عدد من المصابين من المتطوعين والجنود، وقد وقع على كلمات الإعجاب بالمركز.

## مؤلفاته
- رسالة عسكرية باسم «السياسة والحرب»،
- كتاب «النجاة من الموت في البحار والغابات والصحاري» بالاشتراك مع صديقه ورفيق سلاحه عبد الرحمن زكي.
- مذكرات البطل أحمد عبد العزيز

### مذكرات أحمد عبد العزيز
هذه المذكرات الناقصة نشرها المؤرخ والكاتب العسكري محمد فيصل عبد المنعم في كتابه «أسرار 1948» الذي صدر عام 1968، واستند فيها إلى كتاب المؤلف أبو الحجاج حافظ عن البطل «أحمد عبد العزيز». ونشرت مجلة صباح الخير هذه المذكرات تقديراً وامتناناً للبطل العظيم..

#### الأربعاء 31 مارس 1948
إن هذا اليوم هو أسعد أيام حياتي. لقد قابلت اليوم محمد حيدر باشا وقال لي وهو يصافحني «يا عبد العزيز إنني أتبع خطاك منذ كنت عضوا في لجنة الحكام في مباريات الفروسية وكنت متسابقا دائما فيها وعندما تلقيت جائزة الموضوعات العسكرية وضعت عيني عليك وعرفت أنه سيجيئ يوم تكلف فيه بعمل مهم .. إن أمامك مهمة خطيرة.. وأنا أرجو كفارس قديم أن ينجح واحد من الفرسان في مهمة خطيرة.. لقد قررت أن أعهد إليك بقيادة القوات العربية الخفيفة». وبينما نحن نتحدث دخل عزام باشا (أول أمين عام لجامعة الدول العربية). واستمر الحديث وعلمت أن الجامعة العربية ستعهد إلى بقيادة فرقة المتطوعين التي تم تكوينها من أبطال ذوي همة وعزم.. أبطال من مصر، ورجال عاديين وضباط جيش وجنود طلبوا الإحالة إلى الاستيداع ليجاهدوا من أجل فلسطين.. وأبطال من ليبيا ومن تونس ومراكش والسودان ومن غيرها من البلاد العربية المجاهدة. ولقد حدد عملي ورسمت لي مهمتي وقال لي حيدر باشا وهو يشد على يدي بعد أن أديت له التحية العسكرية «ليكن شعار قوتك كما قال فردريك الأكبر.. اضرب.. واضرب بكل شدة .. إذا عرفت أحوال عدوك استطعت أن تتفوق عليه». ؟

#### العريشفي 6 أبريل سنة 1948
«أعددت كل شيء وغدا أتسلل عند منتصف الليل عبر الحدود مع الملازم أول «ص» وهو مثلي من الذين طلبوا إحالتهم إلى الاستيداع لينضموا إلى صفوف فرقتنا.. فرقة المتطوعين. ولقد التقيت به أمس في القاهرة وأحس كل منا أنه يعرف صاحبه منذ سنين وعلى أي حال فلم تكن هذه أول مرة تقابلنا فيها. ولقد قضينا اليوم كله في العريش نجمع المعلومات من القادمين من الناحية الأخرى من الحدود وثمة سؤال يهمني أن أعرفه «كيف يحارب اليهود»؟ إن أساس الخطط الاستراتيجية هو ما يمكن الحصول عليه من معلومات عن العدو، ولقد قلت للملازم أول «ص» أنني أعرف أننا حصلنا على معلومات كثيرة، لكنني أعتقد أنه لا شيء يفيدنا كرحلة نقوم بها بأنفسنا عبر الحدود. واتفقنا على التسلل غدا عند منتصف الليل. ؟»

#### السبت 7 أبريل سنة 1948
"عدنا فجر اليوم من رحلتنا عبر الحدود. إن المعلومات التي عرفناها لا تقدر بثمن.. لقد طفت بالمواقع المحيطة بغزة التي أعتقد أن فرقتنا ستقوم فيها بأول اشتباكاتها مع العدو. ولقد تسللنا قرب بعض المستعمرات ونحن بملابس البدو وأنا أظن أن معلوماتنا عن التسليح اليهودي يجب أن تتغير. وعلينا أن نضع كلمة "قلعة" مكان كلمة "مستعمرة". وطفت بشوارع غزة واتصلت بالأفراد الذين كان يلزم أن أتصل بهم لمساعدتي في مهمتي ومن سوء الحظ أن أحدهم لم يقدر ضرورة السرية في مهمتي، فقد جاءني في اليوم التالي للقائنا السري يقول لي "إن اللجنة القومية لغزة تنتظرك وأعضاؤها يتحرقون شوقا لمقابلتك". وذهلت وقلت له: ومن أخبر أعضاء اللجنة أننى هنا؟ وقال لى ببساطة: أنا .. لكن لا تخف. وقررت أن أذهب لسبب واحد هو أن أرجو أعضاء اللجنة أن يحفظوا السر ودخلت اجتماع اللجنة ومعي الملازم «ص» وقلت لأعضائها: "ليس هناك ما يمكن أن تسمعوه مني. إن الشيء الوحيد الذي أرجو أن تسمعوه هو صوت مدافعي عندما تجئ هنا. ؟"

#### الخمـيس 22 أبـريل سـنة 1948
اليوم في صفوف الأبطال الذين اصطفوا في طابور الاستعراض وأخذت أتفرس في وجوههم وأحاول أن أستشف خلال التقاطيع الصارمة روح الإيمان المتدفق. ثم بدأت أتحدث إليهم: «حدثتهم عن مهمتنا ولماذا نحارب وشرحت لهم هدفنا من القتال وقبل أن أتركهم طلبت منهم أن يكونوا على استعداد دائم فنحن قد نتحرك في أي وقت، إني من المؤمنين بالمفاجأة وأنا أحلم بمفاجأة من نوع غير سار للعدو، وأعتقد أن نجاحنا يتوقف على قوة هذه المفاجأة فهي في رأيي الوسيلة الأولى لنجاح كل غاية أو مبدأ.. صحيح أن بعض القواد ومنهم» فوش«لا يعتبرون المفاجأة مبدأ خاصا من مبادئ الحرب، لكن الظروف الحديثة تجعلها» بالنسبة لجسامة الارتباك والرعب الذي تحدثه في قوات العدو«، مبدأ صحيحا قائما بذاته.. لا ينبغي أن يشعر اليهود بدخولنا». ولقد وجدت اليوم الطريق الذي يجب أن نسلكه.. سوف يكون طريقنا هذا خير طريق يحقق لنا المفاجأة. ؟

#### الثلاثــاء أول مايــو ســنة 1948
سنبدأ غدا والله معنا. تحادثت مع جنودي لآخر مرة قبل المعركة، بعد أن أبديت لهم سروري بما رأيته من روحهم واستعدادهم، قلت لهم «سوف نبدأ غدا». أصدرت اليوم أول منشور مصري في فلسطين، وقد وزع على جميع المتطوعين وسنوزعه على أهالي فلسطين عندما ندخل كي يعلموا مهمتنا، وهذا هو نص المنشور:
«من القائد العام لقوات المتطوعين بالجبهة الجنوبية بفلسطين إلى المتطوعين: أيها المتطوعون .. قبل أن نتحرك إلى جبهة القتال يجب أن نؤمن تماما بالغاية النبيلة التي نحارب من أجلها أننا سنقاتل اليهود بفلسطين لأنهم قوم جحدوا نعمة الله عليهم وإحسان المسلمين إليهم الذين تركوهم بينهم ينعمون في بلادهم ويثرون ويتكاثرون، حتى إذا ما أنسوا في أنفسهم بعض القوة غدروا بالمسلمين وشرعوا في اغتصاب أقدس ما لديهم وهو وطنهم العربي وتراثهم الإسلامي. إننا نحارب دفاعا عن تراث العروبة ودرءا لخطر جسيم يهدد كيان الدول العربية ومستقبلها، نحن نحارب في سبيل الله لأننا لا نبغي استعمارا، بل نريد أن نمنع أشنع خيانة وأفظع نوع من أنواع الظلم الذي لم يجد التاريخ مثيلا له، نحن نحارب عدوا غادرا خائنا خبيثا يقتل ويمثل بالأبرياء الذين آووه وتسامحوا معه كثيرا. نحن نحارب لحماية بلادنا وأولادنا وأحفادنا وأعراضنا وآمالنا في المستقبل من خطر اليهود الذي لا يضاهيه خطر في الشرق. أيها المتطوعون. إن حربا هذه أهدافها هي الحرب المقدسة وهي الجهاد الصحيح الذي يفتح أمامنا أبواب الجنة ويضع على هامتنا أكاليل المجد والشرف. ولا تنسوا أن هذه الأراضي التي سنحارب عليها قد حارب أجدادنا عليها في عصور مختلفة، وسجلوا لنا مجدا عظيما خالدا فلنرد هذا المجد الأبدي ولنخش غضب الله وكلمة التاريخ إذا نحن قصرنا في أمانة هذا الجهاد العظيم»
الحدود المصرية في أول مايو 1948.
القائد العام لقوات المتطوعين بالجبهة الجنوبية لفلسطين.

#### الخميس 3 مايو 1948
قضينا يومين حافلين. في الساعة التاسعة من مساء أول أمس اخترق طابورنا الحدود وعند الفجر أتممنا احتلال تل على منطار وفي الصباح فوجئت خان يونس بدخول فرقتنا إلى البلدة، وكان الناس ينظرون إلى معداتنا وهم يفركون أعينهم من الذهول، وكأنما هم لا يصدقون أننا هنا، أخيرا، ومضى النهار ونحن ننظم مواقعنا وفي الليل بدأت مدفعيتنا تدق بيرون إسحاق، وكانت مفاجأة شاملة للعدو. ولقد سمعت غزة لأول مرة في هذه الحرب صوت المدفعية - وكانت مدفعية «فرقتنا» - واسترحت لأنني صدقت وعدي مع اللجنة القومية لغزة. ودخلنا غزة نحمل أول الشهداء وكان بطلا من المتطوعين اسمه «فتحى»، لقد عدت منذ قليل من حفل تأبينه، وكنت قد قررت أن نحتفل رسميا بأول شهيد من الجنود وأول شهيد من الضباط. إننى فخور بروح فرقتنا .. لقد سمعت جنديا من المتطوعين يقول لأحد الضباط متحدثا عن الشهيد «فتحى» شهيدنا الأول «أنه سعيد الحظ» وهذا هو الذي أتاح له الفرصة ليكون أول الشهداء. وكان احتفالنا بشهيدنا الأول من الجنود رائعا، وتذكرت أننا سنحتفل أيضا بأول شهيد من الضباط وأجلت النظر في ضباطي وهم وقوف حولي وقلت في نفسي «ليحفظهم الله جميعا»، وأعترف أنني أشعرت بالحزن عندما سألت نفسى «ترى أيهم؟» وسمعت شيئا في ضميري يهتف بي «قد تكون أنت». سنترك غزة الليلة ونخرج إلى العراء.. إنني أريد أن نختبر أساليب العدو في القتال وأود لو استطعنا أن نحصل على شيء له قيمة للجيش النظامي عندما يتدخل في 15 مايو.

#### الجمعة 21 مايو 1948
كان يوما من أروع أيام فرقتنا. لقد نطحنا كل مستعمرات الجنوب واشتبكنا معها في الأيام الماضية، وقد فرغنا أمس فقط من معاركنا مع مستعمرة بيره ومستعمرة بيت إيشيل ودخلنا بئر سبع نحمل جثة أول شهيد من الضباط وكان الملازم أنور الصيحى. لم أستطع حضور الجنازة العسكرية فقد خرجنا قبل الفجر نحو الخليل لنؤمن مؤخرة الجيش الرئيسي الواقف على الساحل. وكان طوافنا حول الخليل مظاهرة عسكرية رائعة ولقد طاف جنودي حول القبر المقدس لسيدنا إبراهيم وهم بملابس الميدان كاملي التسليح ولعمري ما رأيت منظرا كهذا اختلطت فيه معانى القداسة بمعاني القوة العسكرية. واستفاد الجنود من الدوران حول قبر الخليل.. وكان لهذا أثره في زحفنا السريع إلى بيت لحم، ومن حسن الحظ أن المعركة مع رمات راحيل كانت تنتظر وصولنا.

#### الأربعاء 14 يوليه 1948
مرت العاصفة بسلام. لقد كانت الأيام التي مضت هي أعصب الأيام التي مرت بنا، فلقد استطاع اليهود في فترة الهدنة التي دامت شهرا أن يضاعفوا استعدادهم، وكان من أثر الاجتماعات السياسية الأخيرة في عمان[ ؟ ] أن الجيش العربي اتخذ شمال القدس المسرح الأول لعملياته وترك لنا كل منطقة الجنوب، ولم يكن هناك مفر من أن «نمدد» خطوطنا في الوقت الذي قام فيه العدو بأعنف هجماته. وكنا وحدنا نواجه العاصفة. ومرت بنا لحظات رهيبة. ولقد كان تفكيري عجيبا في أعنف لحظات المعركة، ولم أكن أتصور أن الإنسان يمكن وهو في أحرج لحظات حياته أن يسمح لنفسه بالتفكير الخيالي ويسبح في أحلام عديمة القيمة بالنسبة لمواقفه. كنت واقفا في أحرج الدقائق على الطريق من بيت لحم إلى القدس. وكان المفروض أن يكون هذا الطريق هو الهدف الرئيسي للهجوم علينا، وكان الطريق ملغما بشدة وقلت لنفسي: «حتى لو تمكن العدو من التغلب على حقول الألغام فإنه لن يخترق الجبهة». ونظرت حولي في الخنادق والمراكز المتقدمة وكانت تتراءى على مرمى البصر، وكنت ألمح خوذات الجنود داخل الخنادق، ويترامى إلى في بعض الأحيان التي تهدأ فيها النيران همساتهم وضحكاتهم ونظرت إلى السماء وقلت: «باركهم يا رب». وتقدمت على الطريق، ووقفت أمام وحدة من مدافعي متجهة إلى مواقع اليهود، وأمسكت بيدي تليفون الميدان وهو متصل بكل المواقع وكنت أرفع السماعة إلى أذني لأتصل بموقع من المواقع البعيدة التي تتحمل أعنف هبات العاصفة وكان ضابط الموقع يرد على وكانت النيران الشجاعة والكلمات الحازمة من هؤلاء الشبان ذوى العزم والرجولة تجعلني أقول «لا يمكن أن نُقهر». ورميت بصرى إلى الطريق والمعركة على أعنف ما تكون والتليفون يحمل إلى كل ثانية أخبار الهجوم على مواقع جديدة. وتنهدت ولمست الطبنجة المعلقة في حزامي وقلت لنفسي: «ماذا لو تقدم اليهود إلى هنا؟!» ودار رأسي وقلت: «أحارب حتى بطلقات الطبنجة ثم أُبقى طلقة منها لنفسي»، وأجلت النظر فيما حولي.. دير ماريا إلياس الأثري الجميل أمامي على نهاية الطريق والجبل الذي تقع على قمته قرية بيت جالا والوادي تحت أقدامنا والزهور البرية تفوح عطراً وتبدو كما لو كانت تسبح بألوانها الجميلة المتناسقة فوق موجات من أشعة الشمس السائلة. وقبضت بيدي على الطبنجة وقلت «ومع ذلك فهذه هي أحرج لحظاتنا»، وتذكرت الناس في الوطن.. ماذا يفعلون الآن؟ وهل تراهم يعرفون؟ ومضت دقيقة أخرى وهمست لنفسى شيئاً وسمعنى ضابط الموقع وقال «أوامر يا فندم؟» وغمغمت كمن يحدث نفسه: «كلا.. أعرف أنهم سيتذكرون هذا اليوم وسيتذكرون أننا كنا من الشهداء وسوف يقولون: كانت هذه أروع لحظات حياتهم». وسألت نفسى: هل نستشهد؟ ودار في ذهنى شريط سريع.. ماذا يحدث عندما يرفع ضابط الموقع المجاور لى تليفون الميدان ليتصل بمساعدى ويقول له حضرة «البكباشى استشهد يا فندم»، ماذا يحدث لضباطى وجنودى؟ والناس في الوطن ماذا يقولون؟ وأسرتى كيف يقع النبأ عليها؟ وألقيت على نفسى أغرب سؤال: «وأنا.. ماذا أقول عندما أستشهد؟» وضحكت وقلت لنفسى: «لن تقول شيئاً يا أخي.. إنك ستكون شهيداً قتيلاً في عالم آخر لا تستطيع أن تقول فيه شيئا». وأجلت حولي نظرة أخرى وقلت «يا له من مكان رائع يختتم فيه القدر مسرحية حياتي أنهم سيضعون على الأقل لوحة يكتبون فيها اسمي ويوم استشهادي.. أجل لوحة بسيطة تكفي وسوف يجئ كثيرون .. سيجئ ابنى «خالد» أيضا وسيكون رجلاً وسيماً ويحني رأسه أمام هذا المكان ويقول فخوراً «هنا استشهد أبي ودخل مع الأبطال»». ولن يبكي ابني.. ورنت في خاطري كلمة الأبطال.. وذكرت قول نيتشة «إن البطل هو الذي يعرف كيف يموت في الوقت المناسب والمكان المناسب»، ونظرت مرة أخرى فيما حولى. الوادى: ودير ماريا إلياس وورائى بيت لحم مهد المسيح ووراءها الخليل قبر إبراهيم.. وقلت لنفسى: «أجل.. هذا مكان يرضى عنه نيتشة». ومرت العاصفة بسلام!

## من كلماته
- «...أيها المتطوعون، إن حربا هذه أهدافها لهي الحرب المقدسة، وهي الجهاد الصحيح الذي يفتح أمامنا الجنة، ويضع على هاماتنا أكاليل المجد والشرف؛ فلنقاتل العدو بعزيمة المجاهدين، ولنخشَ غضب الله وحكم التاريخ إذا نحن قصرنا في أمانة هذا الجهاد العظيم...».
- قال أحمد عبد العزيز لصلاح سالم في آخر اجتماع عسكري في فلسطين قبل استشهاده «النضال الحقيقي ليس هنا ميدانه (يقصد فلسطين)، لا تنس هذا، النضال الحقيقي ميدانه مصر بالذات» مما مهد لقيام الثورة المصرية في عام 1952.
- «إن حربًا هذه أهدافها هي الحرب المقدسة وهي الجهاد الصحيح الذي يفتح أمامنا أبواب الجنة، ويضع على هامتنا أكاليل المجد والشرف. ولا تنسوا أن هذه الأراضي التي سنحارب عليها قد حارب أجدادنا عليها في عصور مختلفة، وسجلوا لنا مجدًا عظيمًا خالدًا، فلنرد هذا المجد الأبدي ولنخش غضب الله وكلمة التاريخ إذا نحن قصرنا في أمانة هذا الجهاد العظيم».
- «نحن نحارب لحماية بلادنا وأولادنا وأحفادنا وأعراضنا وآمالنا في المستقبل من خطر اليهود الذي لا يضاهيه خطر في الشرق»

## مقبرته

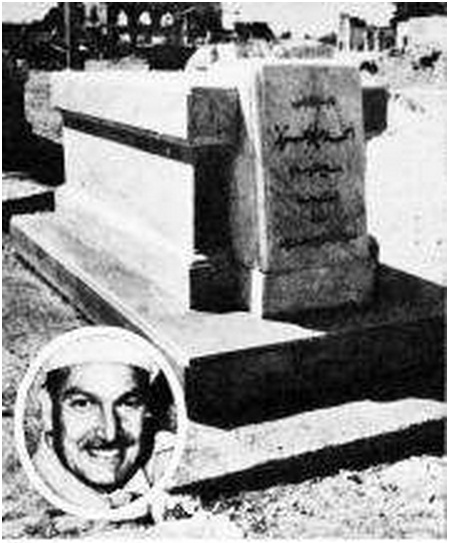
مقبرة البطل أحمد عبد العزيز

توجد مقبرة البطل أحمد عبد العزيز في قبة راحيل شمال بيت لحم، وله هناك نصب تذكاري شامخ.
وبالقرب منه نصب آخر للشهداء العرب من المتطوعين في حرب فلسطين من المصريين والسودانيين والليبيين والأردنيين والفلسطينيين. ويشكك حارس المقبرة بما ذكرته بعض المصادر بأنه تم دفن أحمد عبد العزيز في غزة، ويؤكد أنه دفن في مقبرة قبة راحيل. ولكن يقال أنه تم نقل رفاته وعدد من الشهداء العرب والمصريين قبل حرب حزيران 1967م إلى مصر. ويعتقد حارس المقبرة بوجود كرامات لأحمد عبد العزيز منها عدم استطاعة رصاصة صهيونية في حرب حزيران كسر رخامة النصب.
أدت الأعمال الاستيطانية المتواصلة في ضريح قبة راحيل الإسلامي الذي حولته سلطات الاحتلال الإسرائيلية إلى معبد يهودي، إلى محاصرة النصب التذكاري في المقبرة الإسلامية التابعة للضريح الذي يعود لقائد المتطوعين المصريين في حرب فلسطين عام 1948. وأحيط النصب بأسلاك شائكة وارتفعت بجانبه الأسوار العالية وفتحات المراقبة التي يشهر منها الجنود أسلحتهم، حيث يشكل الكنيس اليهودي جيب استيطاني وسط محيط عربي.

## تكريمه

### مصر
- تم إطلاق اسمه على العديد من الشوارع الرئيسية والمدارس في مصر:
  - شارعين بمحافظة القاهرة:
    - شارع البطل أحمد عبد العزيز في باب اللوق[ ؟ ] بمنطقة وسط البلد
    - شارع أحمد عبد العزيز في منطقة عين شمس
    - مدرسة أحمد عبد العزيز الابتدائية المشتركة بروض الفرج
    - مدرسة البطل أحمد عبد العزيز الابتدائية المشتركة بعين الصيرة
    - مدرسة البطل أحمد عبد العزيز بمنشية ناصر

  - محافظة الجيزة:
    - في منطقة المهندسين: شارع البطل أحمد عبد العزيز في المهندسين وهو أشهر شارع معروف بهذا الاسم.
    - مدرسة الشهيد أحمد عبد العزيز في شارع فيصل ببولاق الدكرور (محافظة الجيزة)
    - مدرسه الشهيد أحمد عبد العزيز الابتدائية بأطفيح

  - تم إطلاق اسمه على اثنين من الشوارع الرئيسية في القليوبية:
    - شارع أحمد عبد العزيز (شارع مستشفى بنها) بمدينة بنها
    - شارع البطل احمد عبد العزيز بالخـانكة.
    - مدرسة الشهيد أحمد عبد العزيز للتعليم الأساسي في صفين كفرشكر بالقليوبية
    - مدرسة البطل أحمد عبد العزيز بإدارة الخانكة التعليمية

  - محافظة الغربية
    - شارع أحمد عبد العزيز بدمنهور

  - محافظة الشرقية
    - شارع أحمد عبد العزيز في مدينة ههيا

  - محافظة الإسكندرية:
    - شارع البطل احمد عبد العزىز، حي العجمي
    - مدرسة الشهيد احمد عبد العزيز الاعدادية بنات في غيط العنب بالإسكندرية

  - محافظة شمال سيناء:
    - مدرسة الشهيد احمد عبد العزيز في العريش

  - محافظة المنوفية:
    - مدرسة احمد عبد العزيز الابتدائية ببيلا  على فيسبوك.

  - محافظة الفيوم:
    - مدرسة الشهيد أحمد عبد العزيز في منشاة عبد المجيد بأطسا

  - محافظة البحيرة:
    - شارع الشهيد احمد عبد العزيز في شبراخيت[وصلة مكسورة]
- اختار الشهيد البطل إبراهيم الرفاعي شعار رأس النمر كرمز للمجموعة 39 قتال، وهو نفس الشعار الذي اتخذه الشهيد أحمد عبد العزيز خلال معارك 1948.

### فلسطين

#### بيت لحم
- له نصب تذكاري شامخ في مقبرته في قبة راحيل شمال بيت لحم.

#### يافا (تل أبيب)
- تم تخليد ذكراه على النصب التذكاري للقوات المصرية في إسرائيل على شكل المسلة المصرية في التي تسجل أقصى عمق وصله الجيش المصري في حرب 1948 والتي تم إقامتها بموجب اتفاقية السلام المصرية الإسرائيلية في بند النصب التذكارية في البلدين.

#### خان يونس
في خان يونس تم إطلاق اسمه على:
- مدرسة الشهيد أحمد عبد العزيز الابتدائية بمدينة خان يونس
- مدرسة أحمد عبد العزيز الأساسية (أ) للبنين التي تم افتتاحها في عام 1952
- مدرسة أحمد عبد العزيز الإعدادية في خان يونس.

## وصلات خارجية
- وثائقي: البطل أحمد عبد العزيز، قناة الجزيرة الوثائقية
- مؤسسة فلسطين للثقافة
- حكايات مصرية على أرض فلسطين في ذكرى النكبة
- شارع أحمد عبد العزيز
- من قصص البطولة والفداء: المصري «أحمد عبد العزيز»: بطل معركة «رمات راحيل» المنسي في مقبرة القبة في بيت لحم، المركز الفلسطيني للإعلام
- «الجزيرة» تستبعد فيلماً عن «البطل أحمد عبد العزيز» من مهرجانها الوثائقى.. رغم أنه من إنتاجها، المصري اليوم، 22 مارس 2009 م